# Arnold Schölzel

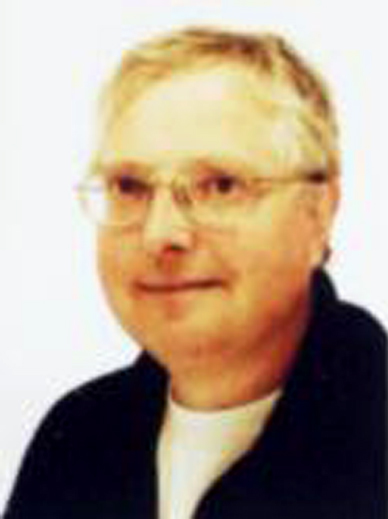
Arnold Schölzel (2004)

Arnold Angelus Schölzel (* 21. Oktober 1947 in Ritterhude) ist ein deutscher Journalist. Er war Chefredakteur der Berliner Tageszeitung junge Welt und ist seit 2019 Chefredakteur der Monatsschrift Rotfuchs. Schölzel ist Mitglied der Deutschen Kommunistischen Partei (DKP). 1967 übersiedelte er aus der Bundesrepublik in die DDR, wo er von 1967 bis 1989 inoffizieller Mitarbeiter (IM) des Ministeriums für Staatssicherheit (MfS) war.

## Leben
Schölzel ist der Sohn von Arnold Schölzel, der von 1970 bis 1995 Bürgermeister von Ritterhude war. Mit sechzehn Jahren trat der Sohn in die SPD ein, im November 1966 machte er sein Abitur. Anschließend ging er zur Bundeswehr.
Am 13. August 1967, dem 6. Jahrestag des Baus der Berliner Mauer, desertierte er aus der Bundeswehr und übersiedelte in die DDR. Dort war er bis 1970 Hilfsarbeiter in Leipzig. Er wiederholte 1970 sein Abitur an der Volkshochschule, da in der DDR das bundesdeutsche Abitur nicht anerkannt wurde.
Es folgte ein Philosophiestudium an der Humboldt-Universität zu Berlin, das er 1974 als Diplom-Philosoph abschloss. 1982 wurde er ebenfalls in Berlin zum Thema „Karl Korschs undogmatischer Marxismus – ein Beitrag zur Untersuchung der Entwicklungsgeschichte des philosophischen Revisionismus“ promoviert. Bis 1994 arbeitete er an dieser Universität als wissenschaftlicher Assistent bzw. Oberassistent am Bereich Geschichte der Philosophie in der Sektion marxistisch-leninistische Philosophie. Sein Arbeitsgebiet umfasste die Geschichte der Philosophie im 19. und 20. Jahrhundert. Er verfasste Beiträge in wissenschaftlichen Zeitschriften sowie populärwissenschaftliche Beiträge für Rundfunk und Tageszeitungen. Zudem veröffentlichte er mehrere Bücher im Kai Homilius Verlag, darunter Das Schweigekartell, das verschwörungsideologische Thesen zu den Terroranschlägen vom 11. September 2001 vertritt.
1997 wurde Schölzel Feuilletonredakteur der Berliner Tageszeitung junge Welt. Im Februar 2000 übernahm er als Nachfolger von Holger Becker deren Chefredaktion. Hier führte er auch seine philosophiegeschichtliche Arbeit fort, wie etwa im Gespräch (gemeinsam mit Johannes Oehme) mit dem marxistischen Theoretiker Hans Heinz Holz. Zum 1. August 2016 wurde er als Chefredakteur der jungen Welt von Stefan Huth abgelöst und arbeitet seitdem in der Redaktion des RotFuchs mit. Am 11. Juli 2024 übernahm er die Position des Chefredakteurs der jungen Welt erneut – diesmal kommissarisch.
Schölzel ist zum zweiten Mal verheiratet, hat vier Kinder und lebt in Berlin.

## Gerichtsverfahren
Schölzel war wegen „Verstoß gegen das Presserecht“ angeklagt, da er in Vorbereitung der Rosa-Luxemburg-Konferenz im Januar 2011 in der jungen welt einen Text von Inge Viett veröffentlicht hatte. Darin hatte die Autorin es als „legitim“ bezeichnet, dass, wenn Deutschland Krieg führe, „als Antikriegsaktion Bundeswehrausrüstung abgefackelt wird“. Am 17. April 2013 verwarf das Landgericht Berlin den Revisionsantrag der Staatsanwaltschaft und bestätigte damit den Freispruch Schölzels aus erster Instanz.

## Mitarbeiter der Staatssicherheit
Nachdem Schölzel in die DDR gewechselt war, verpflichtete er sich unter dem Decknamen „André Holzer“ als inoffizieller Mitarbeiter (IM) für das MfS. Als IM „André Holzer“ war er auf eine studentische Oppositionsgruppe an der Humboldt-Universität angesetzt, der er zum Schein selbst angehörte. Zeitweise gab er täglich detaillierte Informationen an das Ministerium für Staatssicherheit weiter. Der Studentengruppe gehörten unter anderen der Bürgerrechtler Wolfgang Templin, der ehemalige Chefredakteur der Zeitschrift Sinn und Form, Sebastian Kleinschmidt, und der „BasisDruck“-Verleger Klaus Wolfram an. 1991 wurde Schölzel wegen seiner – bis 1989 andauernden – IM-Tätigkeit vom Lehrbetrieb suspendiert und 1994 schließlich entlassen. Schölzels IM-Tätigkeit für die Staatssicherheit ist Gegenstand des Dokumentationsfilms Verraten – sechs Freunde und ein Spitzel, der 2007 in der ARD gezeigt wurde. Schölzel gibt in dem Film zu, IM gewesen zu sein. Auf die Frage der Filmemacherin Inga Wolfram, der früheren Ehefrau Klaus Wolframs, warum er seine Freunde verraten habe, antwortet er: „Hm. Na ja. Ihr habt 17 Millionen verraten.“
Stefan Wolle vom Forschungsverbund SED-Staat beschreibt Schölzel als einen Informanten „aus wirklicher Begeisterung, der mit größter Perfidie die Menschen, mit denen er befreundet war, permanent hinterging“.

## Politik
Bei der Europawahl 2019 kandidierte Schölzel auf Platz 7 der Liste der DKP. Bei der Bundestagswahl 2021 kandidierte er auf der Berliner Landesliste der DKP auf Platz 3, jedoch blieb ihm der Einzug in den Bundestag versagt, da die Partei mit 0,1 Prozent der abgegebenen Stimmen in Berlin die Fünf-Prozent-Hürde verfehlte.

## Veröffentlichungen
- Karl Korschs „undogmatischer Marxismus“, ein Beitrag zur Untersuchung der Entwicklungsgeschichte des philosophischen Revisionismus. Berlin 1982.
- Zur Geschichte des Instituts für Philosophie und der Sektion Marxistisch-Leninistische Philosophie an der Humboldt-Universität zu Berlin. Berlin 1989.
- (Hrsg.): Das Schweigekartell. Fragen und Widersprüche zum 11. September. Homilius, Berlin 2. Aufl. 2003. ISBN 3-89706-892-3
- (Hrsg.): Nun habe ich Ihnen doch zu einem Ärger verholfen. Briefe, Texte, Erinnerungen. Zusammen mit Peter Hacks und Hans Heinz Holz. Eulenspiegel Verlag, Berlin 2007, ISBN 978-3-359-01673-1.